# Bremer Bay
Bremer Bay – miasto w Australii, w stanie Australia Zachodnia.